# NWSL Challenge Cup 2023
Navigation
Édition précédente Édition suivante
La NWSL Challenge Cup 2023 est la quatrième édition de la NWSL Challenge Cup, à partir de cette saison le tournoi se joue en même temps que le championnat féminin. L'équipe du Courage de la Caroline du Nord est le tenant du titre.

## Format
Le tournoi passe cette saison d'une compétition de pré-saison à une compétition s'étalant sur toute la saison à la manière d'une coupe de la ligue.
Les douze franchises sont réparties en trois poules de quatre, dans lesquelles elles s'affrontent en matches aller-retour. À l'issue de cette phase de poules débutent les play-offs.
Les trois premiers de poule ainsi que le meilleur deuxième se qualifient pour la demi-finale jouée en une seule rencontre comme la finale. En cas d'égalité, il n'y a pas de prolongation mais directement une séance de tirs au but.

## Compétition

### Phase de groupes
Légende des classements
- Qualifiées pour les demi-finales
- Qualification possible pour les demi-finales

#### Division Est
| Rang | Équipe                         | Pts | J | G | N | P | Bp | Bc | Diff |
| ---- | ------------------------------ | --- | - | - | - | - | -- | -- | ---- |
| 1    | Courage de la Caroline du Nord | 11  | 6 | 3 | 2 | 1 | 15 | 5  | +10  |
| 2    | Gotham du NJ/NY                | 11  | 6 | 3 | 2 | 1 | 10 | 7  | +3   |
| 3    | Spirit de Washington           | 9   | 6 | 3 | 0 | 3 | 10 | 13 | -3   |
| 4    | Pride d'Orlando                | 2   | 6 | 0 | 2 | 4 | 5  | 15 | -10  |

#### Division Centrale
| Rang | Équipe                 | Pts | J | G | N | P | Bp | Bc | Diff |
| ---- | ---------------------- | --- | - | - | - | - | -- | -- | ---- |
| 1    | Current de Kansas City | 13  | 6 | 4 | 1 | 1 | 14 | 4  | +10  |
| 2    | Racing Louisville      | 12  | 6 | 4 | 0 | 2 | 10 | 6  | +4   |
| 3    | Dash de Houston        | 6   | 6 | 2 | 0 | 4 | 4  | 11 | -7   |
| 4    | Red Stars de Chicago   | 4   | 6 | 1 | 1 | 4 | 3  | 10 | -7   |

#### Division Ouest
| Rang | Équipe             | Pts | J | G | N | P | Bp | Bc | Diff |
| ---- | ------------------ | --- | - | - | - | - | -- | -- | ---- |
| 1    | OL Reign           | 14  | 6 | 4 | 2 | 0 | 7  | 0  | +7   |
| 2    | Angel City         | 8   | 6 | 2 | 2 | 2 | 7  | 8  | -1   |
| 3    | Thorns de Portland | 7   | 6 | 2 | 1 | 3 | 8  | 7  | +1   |
| 4    | Wave de San Diego  | 4   | 6 | 1 | 1 | 4 | 4  | 11 | -7   |

#### Meilleurs deuxièmes
Avec quatre victoires, le Racing Louisville termine comme meilleur deuxième et se qualifie pour les demi-finales
.

### Demi-finales
Les trois vainqueurs de groupe sont rejoints par le meilleur deuxième pour disputer les demi-finales.
| Demi finale 1    | Current de Kansas City | 0 – 1 | Courage de la Caroline du Nord | Children's Mercy Park, Kansas City |                     |
| 6 septembre 2023 |                        | (-)   |                                | Spectateurs : 4 590                | Spectateurs : 4 590 |

---
| Demi finale 2    | OL Reign | 0 – 1 | Racing Louisville | Lumen Field, Seattle |                     |
| 6 septembre 2023 |          | (-)   |                   | Spectateurs : 3 906  | Spectateurs : 3 906 |

### Finale
La finale a lieu le 9 septembre 2023, Courage de la Caroline du Nord remporte son deuxième titre de NWSL Challenge Cup.
| Finale           | Courage de la Caroline du Nord | 2 – 0 | Racing Louisville | Sahlen’s Stadium at WakeMed Soccer Park, Cary |  |
| 9 septembre 2023 |                                | (-)   |                   |                                               |  |